# Ligament cuboïdeo-naviculaire plantaire
Le ligament cuboïdeo-naviculaire plantaire (ou ligament scapho-cuboïdien plantaire) est un ligament de l'articulation cuboïdeo-naviculaire.
Le ligament cuboïdeo-naviculaire plantaire est constitué de une ou deux bandes fibreuses qui relie les surfaces plantaires des os cuboïde et naviculaire.